# Университет Париж-V: Рене Декарт
Университетът Париж-V: „Рене Декарт“ (на френски: Université René Descartes) е най-големият френски медицински университет, главен наследник на факултета по медицина на Парижкия университет.
Освен медицина, в университета се изучават и биология, математика и информатика, икономика, право, психология и др.
В университета учат около 35 000 студенти и работят около 2000 учени.